# 大槻啓之
大槻啓之（日语：／ Otsuki Hiroyuki，1956年6月28日—）是一位日本作曲家、編曲家、吉他手。

## 樂曲提供之藝人
- 濱田麻里（日语：浜田麻里）
- 松本英子
- 宇都宮隆（日语：宇都宮隆）
- Naja
- B'z
- 森下由實子（日语：森下由実子）
- 阿久津健太郎（日语：阿久津健太郎）

## 關連項目
- Being
- 小野島大（日语：小野島大）（音樂評論家）